# Literatura polska – Młoda Polska

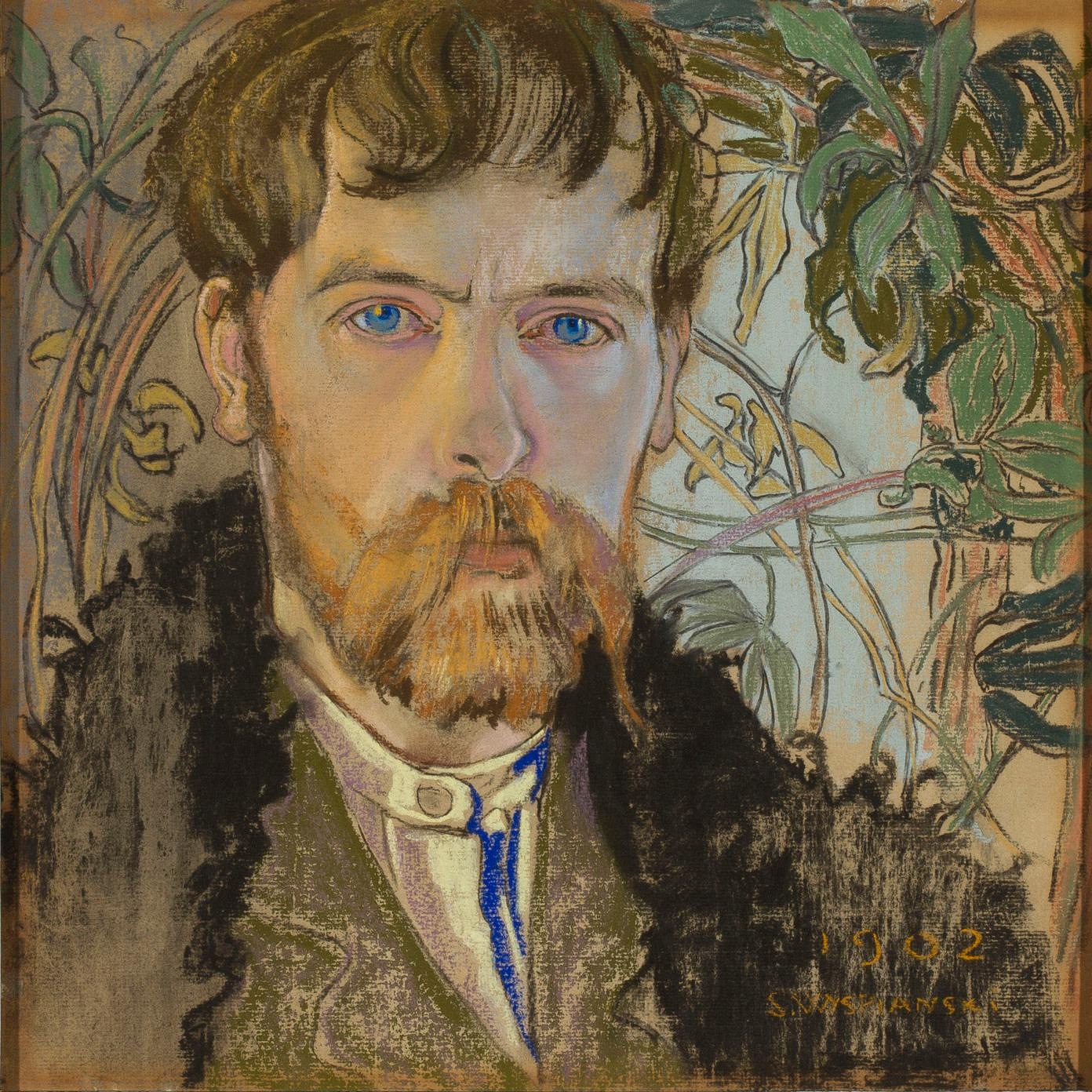
Stanisław Wyspiański, Autoportret, 1902

Młoda Polska – epoka literacka w historii literatury polskiej mieszcząca się w przedziale czasowym 1891–1918.
Za początkową datę powstawania literatury Młodej Polski przyjmuje się rok 1891, w którym miały miejsce trzy debiuty poetów reprezentujących nowe pokolenie literackie, debiuty o nierównym zresztą poziomie artystycznym (Kazimierz Przerwa-Tetmajer, Franciszek Nowicki, Andrzej Niemojewski). Jest to jednak jedynie data umowna, gdyż utwory reprezentujące poprzednią epokę (pozytywizm) powstawały jeszcze po roku 1891 (np. Faraon Bolesława Prusa), nie są jednak zaliczane do literatury młodopolskiej.
W tym okresie doszły do głosu nowe prądy artystyczne i umysłowe, takie jak modernizm, dekadentyzm, symbolizm, ekspresjonizm, neoromantyzm, impresjonizm i katastrofizm. Literaci młodopolscy odrzucali racjonalistyczną filozofię pozytywizmu, nawiązywali do tradycji romantycznej (wyższości uczuć i emocji nad rozumem) oraz wiary w szczególną pozycję artysty w społeczeństwie (stąd inna nazwa epoki – neoromantyzm).

## Poezja
Spośród poetów Młodej Polski na czoło wysuwał się Kazimierz Przerwa-Tetmajer, zwany poetą pokolenia, posiadający umiejętność chwytania najbardziej typowych nastrojów, idei i koncepcji filozoficznych charakterystycznych dla epoki, które przetwarzał w swoich tekstach poetyckich. Swój pierwszy tomik poezji opublikował w 1891 roku. Wiersze w tym tomiku, podobnie jak i w następnych, charakteryzowały: zręczne ujęcie w formę poetycką typowych deklaracji światopoglądowych pokolenia (słynne wiersze: Nie wierzę w nic, Fałsz, Koniec wieku XIX, Hymn do Nirwany, Widokiem ludzi przerażony i inne), dawanie wyrazu modnym przekonaniom i nastrojom oraz podejmowanie chwytliwych tematów. W jego poezji zwraca uwagę śmiałe podejmowanie tematyki erotyzmu, jednak erotyzm ten zgodnie z duchem epoki jest ponury i przepełniony świadomością, że przebudzenie będzie rozczarowaniem. Jego poezja zyskała wielkie rzesze czytelników i naśladowców. Tetmajer próbował też swoich sił w prozie, ale poza udanym zbiorem opowiadań Na skalnym Podhalu nie odniósł jako prozaik większych sukcesów.
Drugim głośnym poetą okresu Młodej Polski był Jan Kasprowicz, autor wierszy naturalistycznych (m.in. cykl sonetów Z chałupy), poezji symbolicznej (tomik Krzak dzikiej róży) i ekspresjonistycznej (Ginącemu światu, Salve Regina). Po okresie modernistycznych buntów Kasprowicz przeszedł zmianę światopoglądową, jak sam określił: „przestał wadzić się z Bogiem”. Zaowocowało to nowymi tomikami, w których wyraził pełną pokory miłość do wszystkich istot żywych w duchu franciszkanizmu (m.in. Księga ubogich).
Do innych poetów należeli m.in. Leopold Staff (m.in. Sny o potędze, Dzień duszy), Bolesław Leśmian (Sad rozstajny), Tadeusz Miciński (W mroku gwiazd), Jan Lemański, Lucjan Rydel, Antoni Lange oraz Stanisław Wyspiański bardziej znany jako malarz i dramaturg.
Młoda Polska obfitowała w indywidualności, które posiadały dużą wrażliwość i nieprzeciętne uzdolnienia. Tragedią tej epoki było jednak to, że pod wpływem ciśnienia przemian i wydarzeń, głęboko sięgających przeobrażeń światopoglądowych, wiele tych wrażliwych i subtelnych organizacji psychicznych uległo wykolejeniu. Ludzie ci określani są często mianem Meteory Młodej Polski. Przykładem był Stanisław Korab Brzozowski, jeden z najbardziej obiecujących debiutantów tego okresu, tworzący poezję katastroficzną, który zginął śmiercią samobójczą. Meteorem Młodej Polski była też Maria Komornicka, poetka, która przedwcześnie zamilkła z powodu choroby psychicznej. Poetka ta reprezentowała nurt poezji kobiecej, która w epoce modernizmu wzrosła zarówno ilościowo, jak i jakościowo. Jej przedstawicielkami były też m.in. Maryla Wolska, Bronisława Ostrowska oraz młoda Zofia Nałkowska.
Równolegle do poezji poważnej rozwijała się poezja satyryczna, wykpiwająca „tragizm istnienia” i „smutek egzystencji” – ulubione motywy poezji młodopolskiej oraz środowisk krytyków literackich i pisarzy. Przedstawicielem młodopolskiej poezji satyrycznej był Tadeusz Boy-Żeleński, autor m.in. zbiorku Słówka. Poezję satyryczną uprawiali także Ludwik Szczepański, Franciszek Mirandola i inni.
U schyłku Młodej Polski, w latach I wojny światowej, powstał nowy nurt poezji, zwany poezją patriotyczną i legionową. Nurt ten reprezentowali m.in. Jerzy Żuławski (wiersz Do moich synów) i Edward Słoński (wiersz Ta co nie zginęła). W środowisku żołnierzy i legionistów powstało też wiele popularnych pieśni wojskowych (m.in. Szara piechota, Przybyli ułani, Serce w plecaku, Marsz I Brygady i inne).

## Dramat

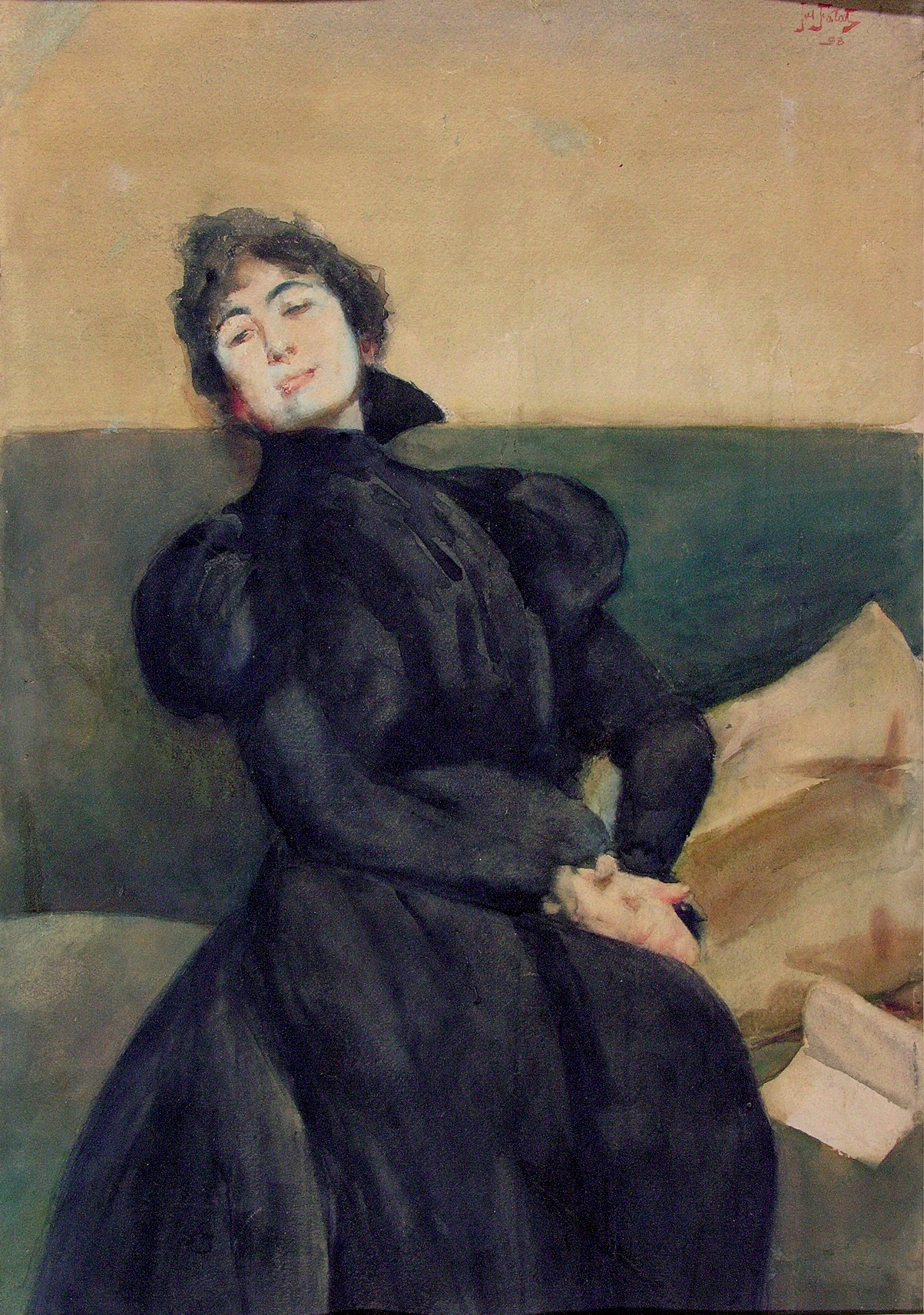
Julian Fałat, Portret Gabrieli Zapolskiej, 1898

Wśród dramaturgów epoki Młodej Polski na czoło wysuwała się twórczość Stanisława Wyspiańskiego. Był autorem dramatów poświęconych tematyce powstania listopadowego (Warszawianka, Lelewel, Noc listopadowa), podejmujących tematykę antyczną (m.in. Powrót Odysa, Achilleis, Meleager) oraz tematykę związaną z legendarnymi i historycznymi dziejami Polski (m.in. Legenda, Bolesław Śmiały). Wielki rozgłos Wyspiański zyskał dzięki dramatom: Wesele – będącym syntezą podstawowych problemów współczesnego życia narodowego przy zastosowaniu najnowocześniejszych technik literackich i teatralnych przełomu wieków oraz Wyzwolenie. Jego śmierć w 1907 roku była postrzegana przez współczesnych jako zamknięcie pewnego (zresztą bardzo ważnego) etapu rozwoju młodopolskiej literatury.
Modernistyczny dramat podejmował też tematykę ludzkiej obłudy moralnej, krytykując dwulicowość i cynizm ludzi określanych jako „filistrowie” i „kołtuni”, czyli ludzie postrzegani jako niżsi społecznie. Istotnymi dziełami naturalistycznego dramatu były sztuki Gabrieli Zapolskiej (m.in. Moralność pani Dulskiej, Ich czworo i Panna Maliczewska) oraz Włodzimierza Perzyńskiego (m.in. Lekkomyślna siostra, Szczęście Frania). Wielki sukces odniosły dwie sztuki Jana Augusta Kisielewskiego (W sieci i Karykatury), które wywołały entuzjazm w środowisku modernistycznej młodzieży.
Wysoki poziom reprezentowały historyczne i współczesne sztuki Adolfa Nowaczyńskiego (m.in. Nowe Ateny, Wielki Fryderyk), Tadeusza Rittnera (m.in. W małym domku), Lucjana Rydla (m.in. Zaczarowane koło), Jerzego Żuławskiego, Stanisława Przybyszewskiego (m.in. Śnieg), Stefana Żeromskiego (Róża, Uciekła mi przepióreczka) i wielu innych.

## Proza

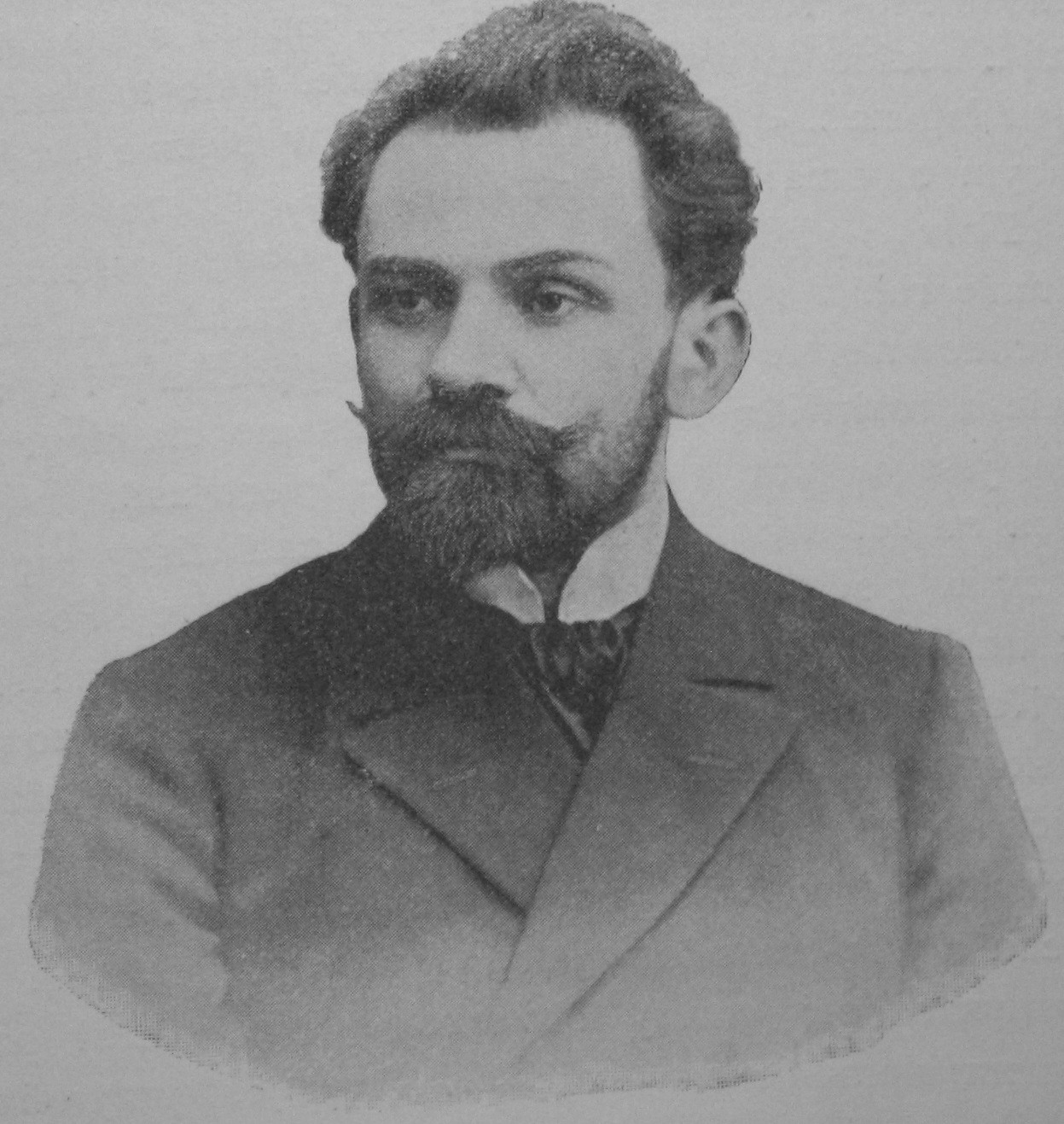
Stefan Żeromski

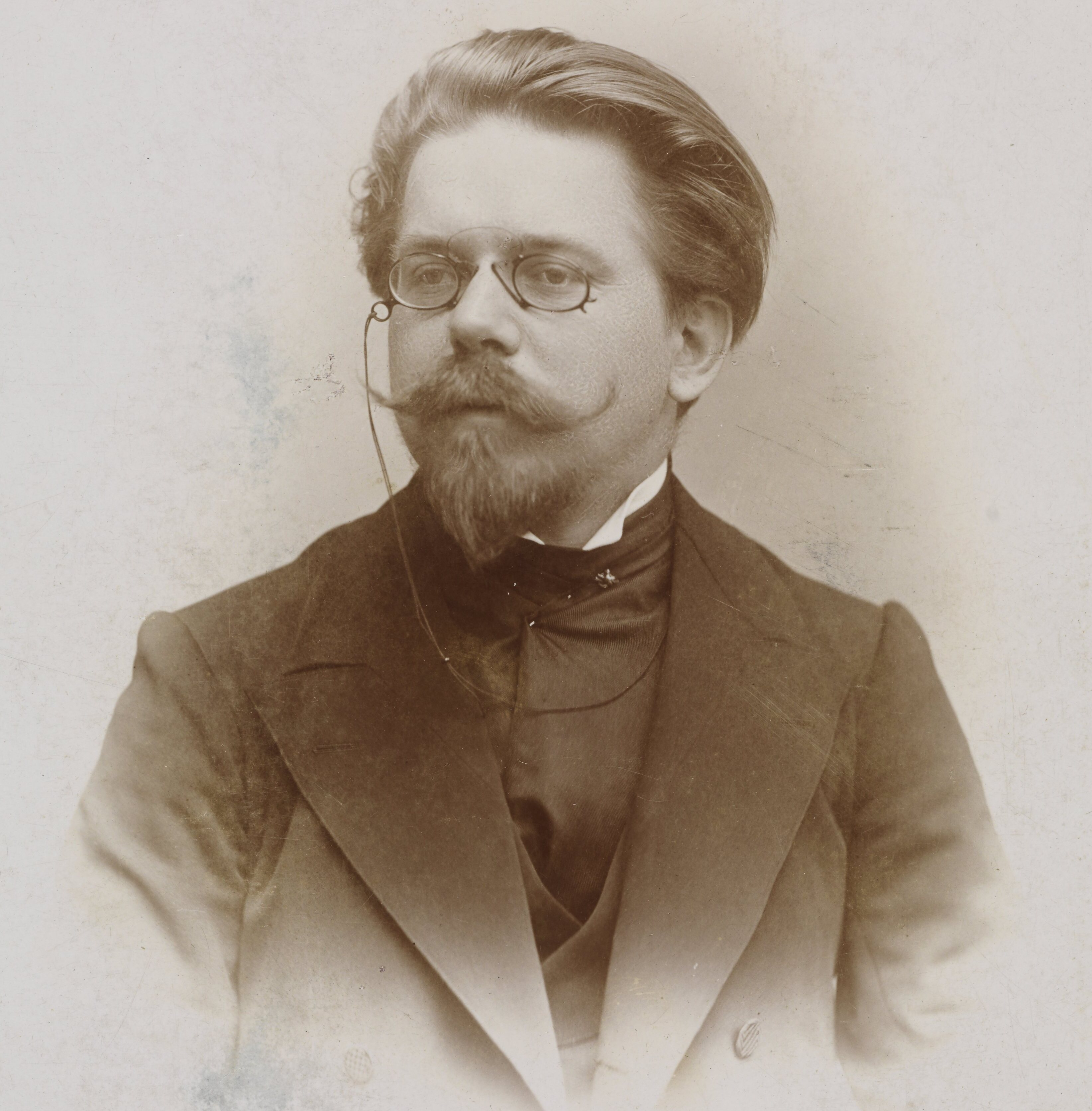
Władysław Reymont około 1897

W prozie polskiej epoki modernizmu na czoło wysuwają się nazwiska Stefana Żeromskiego i Władysława Reymonta. Stefan Żeromski jest autorem licznych powieści, które uchodzą za klasykę polskiej literatury. Jest to m.in. głośna powieść Popioły z czasów wojen napoleońskich, Wierna rzeka z czasów powstania styczniowego oraz powieści współczesne Syzyfowe prace, Ludzie bezdomni oraz trylogia powieściowa Walka z Szatanem. Żeromski jest też autorem licznych nowel i opowiadań (m.in. Rozdzióbią nas kruki, wrony, Echa leśne, Siłaczka, Doktor Piotr, Zmierzch, O żołnierzu tułaczu).
Twórczość Władysława Reymonta w pełni doceniona została w okresie międzywojennym, kiedy to otrzymał literacką nagrodę Nobla. W swojej twórczości podejmował głównie wątki obyczajowe. W powieści Chłopi ukazał obraz życia polskiej wsi, w Komediantce, Fermentach i Ziemi obiecanej obraz życia miast. Reymont był też autorem trylogii historycznej Rok 1794 oraz powieści fantastycznej pt. Wampir.
Do innych znanych przedstawicieli prozy Młodej Polski należeli Władysław Orkan – piewca góralszczyzny i dokumentalista nędzy ludności wiejskiej (m.in. Komornicy, W roztokach), Wacław Berent – konsekwentny poszukiwacz formy literackiej (m.in. Próchno), Zygmunt Niedźwiecki – nowelista, Wacław Sieroszewski – popularny autor powieści i opowiadań z Dalekiego Wschodu i Północy, Józef Weyssenhoff (m.in. Soból i panna), Ignacy Dąbrowski – autor powieści psychologicznych, Karol Irzykowski (Pałuba) oraz Ludwik Stanisław Liciński.
Osobne miejsce poświęcić można prozaikom, którzy podejmowali problem walki narodowo-wyzwoleńczej i rewolucyjnej, wykraczając ponad przyjmowaną wówczas koncepcję „sztuka dla sztuki”. Należeli do nich m.in. Andrzej Strug (Ludzie podziemni, Dzieje jednego pocisku), Gustaw Daniłowski, Stanisław Brzozowski.
Arcydziełem polskiej prozy fantastyczno-naukowej była trylogia księżycowa Jerzego Żuławskiego, na którą składały się powieści: Na Srebrnym Globie, Zwycięzca, Stara Ziemia.
W dziedzinie literatury popularnej, przeznaczonej dla masowego czytelnika, wyróżniali się Maria Rodziewiczówna – autorka powieści patriotycznych rozgrywających się w środowisku ziemiańskim (m.in. Dewajtis), Helena Mniszkówna – autorka romansów (m.in. Trędowata), Wacław Gąsiorowski – twórca powieści historycznych oraz Artur Oppman – autor utworów dla dzieci.

## Krytyka literacka

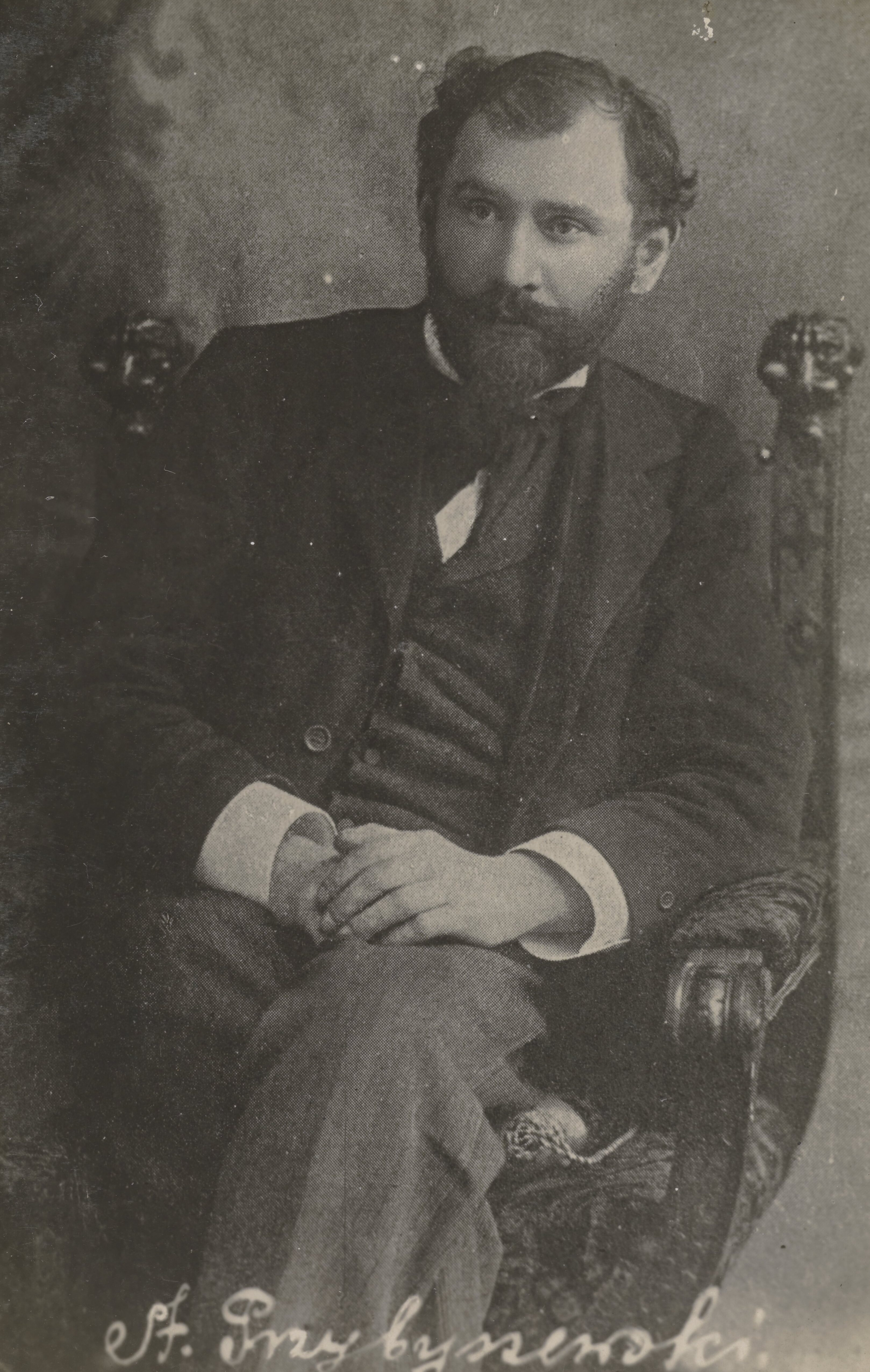
Stanisław Przybyszewski

Dziejom literatury polskiego modernizmu od początku towarzyszyła działalność krytycznoliteracka. Wczesna faza kształtowania się nowej literatury ujawniła, jak to bywa w okresach przełomu, sprzeczne stanowiska. W 1898 roku Artur Górski opublikował swój słynny kontrowersyjny cykl artykułów pt. Młoda Polska. W 1899 Stanisław Przybyszewski opublikował Confiteor, w którym przedstawił modernistyczną wizję rozwoju sztuki i literatury. Przybyszewski (prozaik i dramaturg) był wówczas postacią popularną nie tyle z powodu twórczości, ale w większym stopniu dzięki skandalom obyczajowym, jakie świadomie wywoływał. Uważał on, podobnie jak jego liczni zwolennicy, że sztuka jest celem samym w sobie i należy ją wyzwolić spod jakichkolwiek idei, założeń politycznych, czy społecznych. Jego wizja stała się wkrótce oficjalnym programem młodego pokolenia. Starsze pokolenie krytyków (m.in. Teodor Jeske-Choiński i Piotr Chmielowski) przyjęło go niechętnie, krytycznie odnosząc się do skrajnego indywidualizmu i odrzucenia przez niego tradycji literackich. Do zwolenników nowych prądów należeli m.in. Zenon Miriam-Przesmycki, Tadeusz Miciński, Ostap Ortwin, Stanisław Lack, Ignacy Matuszewski.
Niektórzy krytycy, jak Wilhelm Feldman, zajmowali stanowisko dwuznaczne: z jednej strony popierali nowe prądy, równocześnie jednak pisali o politycznych i społecznych obowiązkach sztuki.
Najbardziej znaczącym krytykiem literackim tego okresu był Ignacy Matuszewski, autor m.in. książki Słowacki i nowa sztuka, w której uzasadniał postawę ideową modernistów. Ciekawą postacią był też Stanisław Brzozowski (początkowo entuzjasta Przybyszewskiego), który następnie po wydarzeniach 1905 roku, przeszedł głęboką przemianę publikując dzieła (m.in. Legenda Młodej Polski), gdzie sformułował zadania literatury i kultury, mające podporządkować sztukę tezom moralnej i społecznej, czyli oddziaływać wychowawczo na społeczeństwo. Przemiana po roku 1905 stała się udziałem nie tylko Brzozowskiego, ale szeregu innych krytyków literackich i twórców. Przelana na ulicach Warszawy i innych miast krew uświadomiła bowiem jałowość literackich sporów, które wobec poważnych realnych problemów współczesności straciły cały swój sens i znaczenie. Pokazała też, że kultura nie może się rozwijać w całkowitym oderwaniu od rzeczywistości. Mówi się, że: „Młoda Polska w jedną noc posiwiała”, faktem jest jednak, że od tego czasu rozpoczął się proces „likwidacji” Młodej Polski, czemu sprzyjali oprócz Brzozowskiego tacy krytycy i pisarze jak Karol Irzykowski, Adolf Nowaczyński, czy krytyk i twórca Tadeusz Boy-Żeleński (m.in. Ludzie żywi, Brązownicy), którzy coraz bardziej odcinali się od modernizmu, a często w różny sposób go krytykowali lub ośmieszali.
Ostateczny kres Młodej Polsce położyła I wojna światowa, wobec której żaden twórca nie mógł przejść obojętnie.

## Twórcy
- Bogusław Adamowicz,
- Tadeusz Boy-Żeleński,
- Mateusz Sabat,
- Wacław Berent,
- Stanisław Brzozowski,
- Stanisław Korab-Brzozowski,
- Wincenty Korab-Brzozowski,
- Zdzisław Dębicki,
- Jan Kasprowicz,
- Zygmunt Kawecki,
- Jan August Kisielewski,
- Antoni Lange,
- Jan Lemański,
- Bolesław Leśmian,
- Ignacy Maciejowski,
- Józef Mączka,
- Zofia Trzeszczkowska,
- Tadeusz Miciński,
- Antoni Mueller,
- Andrzej Niemojewski,
- Franciszek Nowicki,
- Władysław Orkan,
- Artur Oppman,
- Bronisława Ostrowska,
- Włodzimierz Perzyński,
- Franciszek Mirandola,
- Kazimierz Przerwa-Tetmajer,
- Zenon Przesmycki,
- Stanisław Przybyszewski,
- Władysław Stanisław Reymont,
- Tadeusz Rittner,
- Wacław Rolicz-Lieder,
- Lucjan Rydel,
- Wacław Sieroszewski,
- Edward Słoński,
- Leopold Staff,
- Ludwik Maria Staff,
- Wincenty Stroka,
- Ludwik Szczepański,
- Józef Weyssenhoff,
- Maryla Wolska,
- Wacław Wolski,
- Stanisław Wyrzykowski,
- Stanisław Wyspiański,
- Gabriela Zapolska,
- Stefan Żeromski,
- Jerzy Żuławski